# ディオニュソス譚
『ディオニュソス譚』（ディオニュソスたん、原題：Dionysiaca〔ディオニュシアカ〕）は、5世紀のギリシア詩人・ノンノス(Nonnos)によるディオニューソスを扱った長編叙事詩。全48巻。
ギリシア神話に登場する酒神・ディオニューソスのインド遠征と天上への帰還をメインとした物語が描かれている。ギリシア神話研究や宗教研究に関する貴重な資料となっている。